# Alfred Keller (Architekt)
Alfred Keller (* 17. Juni 1875 in Graz; † 8. März 1945 in Krems an der Donau) war ein österreichischer Architekt, Maler und Grafiker.

## Leben
Alfred Keller studierte von 1893 bis 1898 an der Technischen Hochschule und an der Landschaftlichen Zeichenakademie in Graz. Danach wurde er 1898 Ingenieur-Assistent am Grazer Stadtbauamt und machte 1899 seinen Diplomabschluss. Er ging nach Wien, wo er bis 1907 Bauadjunkt, ab 1908 Ingenieur in der k.k. Dikasterial-Gebäudedirektion war. Im selben Jahr wurde er ins Ministerium für öffentliche Arbeiten übernommen und danach begann er selbstständig zu arbeiten. Bereits seit 1904 war er Mitglied des Hagenbundes, dessen Präsident er von 1912 bis 1917 war. Keller, der schon 1897 einmal eine Reise nach Indien unternommen hatte, weilte von 1913 bis 1915 als Ausstellungsarchitekt in den USA. Weitere Auslandsaufenthalte führten ihn nach dem Krieg 1920–1925 unterem anderem nach Spanien. Er stellte daher Walter Broßmann in seinem heimischen Atelier ein, der nach Kellers Rückkehr von 1926 bis 1932 gleichberechtigter Partner wurde. Neben seiner Tätigkeit als Architekt war Keller 1919–1920 Mitarbeiter der Zeitschrift Wohnungskunst, 1927 Sachverständiger des Oberlandesgerichtes für Urheberrecht und 1928 Mitglied der Prüfungskommission für die Befugnis eines Zivilingenieurs für Hochbau bzw. Zivilarchitekten. Nachdem er 1930 ordentlicher Professor an der Technischen Hochschule Wien für Gebäudelehre, Bauwirtschaftslehre und Verkehrshochbau geworden war, zog er sich aus seinem Architekturatelier zurück. 1935–1936 war er Dekan an der Fakultät für Architektur an der Technischen Hochschule.
Alfred Keller war ein auch international hochgeachteter und geehrter Mann. Er erhielt 1928 das Goldene Ehrenzeichen für Verdienste um die Republik Österreich, 1929 den Gran Premio und die Medalla de Oro in Barcelona sowie 1930 das Kommandeurkreuz des spanischen Verdienstordens durch den spanischen König. Keller war neben vielen anderen Mitgliedschaften ab 1913 Mitglied des Österreichischen Werkbundes und ab 1920 der Genossenschaft der bildenden Künstler Wiens. Nach seinem Tode im 70. Lebensjahr wurde er auf dem Friedhof von Krems begraben.

## Bedeutung
Alfred Keller war ein sehr produktiver Architekt. Er schuf sowohl Wohn- und Geschäftsgebäude, Villen und Hotels, als auch zahlreiche Industriebauten und Fabriksanlagen, aber auch Inneneinrichtungen und Ausstellungsgestaltungen. Keller war ein Vertreter des Heimatstils mit Bezügen zur süddeutschen Heimatschutzbewegung. Bei den gemeinsam mit Walter Broßmann entstandenen Bauten ist der spezielle Anteil der einzelnen Architekten nicht mehr eruierbar. Als Grafiker gestaltete Keller Katalogeinbände und Plakate, illustrierte Bücher, als Maler schuf er Ölgemälde und Aquarelle.

## Werke
| Foto  |                 | Baujahr   | Name | Standort                                                                                            | Beschreibung | Metadaten                                                                        |
| ----- | --------------- | --------- | --- | --------------------------------------------------------------------------------------------------- | --- | -------------------------------------------------------------------------------- |
| ja BW | Datei hochladen | 1902–1904 | Polizeigebäude HERIS-ID: 14515 Objekt-ID: 10752                                                                       | Wien 9, Roßauer Lände 5–9 / Berggasse 41–43 Standort                                                | Anmerkung: zusammen mit Karl Holzer und Moritz Kramsall, Pläne überarbeitet von Emil von Förster | P84(Architekt): P131(Ort):Wien Region-ISO:AT-9                                   |
|       | Datei hochladen | 1903–1920 | Hagenbund-Kunstausstellungen                                                                                          | Wien                                                                                                | zerstört Anmerkung: Mitarbeit | P84(Architekt): P131(Ort):                                                       |
| ja BW | Datei hochladen | 1906      | Rampe und Brunnennische bei der Hauptstadtpfarrkirche Hl. Jakob HERIS-ID: 55088 Objekt-ID: 63592                      | Villach, Kirchenplatz 9 und 12 Standort                                                             | Anmerkung: Wettbewerb 1905, 1. Preis | P84(Architekt): P131(Ort):Villach Region-ISO:AT-2                                |
| BW    | Datei hochladen | 1906      | Sanatorium Hansa | Graz, Körblergasse 42, Standort                                                                     | Anmerkung: Zubau 1911; 1925 mit Brossmann | P84(Architekt): P131(Ort):                                                       |
| ja BW | Datei hochladen | 1906–1908 | Gerichtsgebäude HERIS-ID: 26146 Objekt-ID: 22608                                                                      | Wien 1, Riemergasse 7 / Jakobergasse 1 / Zedlitzgasse 2 Standort                                    | Anmerkung: mit Moritz Kramsall | P84(Architekt): P131(Ort):Innere Stadt Region-ISO:AT-9                           |
| ja    | Datei hochladen | 1908–1912 | Ehem. k.u.k. Bezirksgericht Margarethen HERIS-ID: 10425 Objekt-ID: 6482                                               | Wien 5, Mittersteig 25 / Siebenbrunnengasse 1 Standort                                              | Anmerkung: mit Moritz Kramsall | P84(Architekt):Moritz Kramsall P131(Ort):Wien Region-ISO:AT-9                    |
| ja    | Datei hochladen | 1909      | Villa Rudolf Hans Bartsch                                                                                             | Wien 13, Beckgasse 40 Standort                                                                      | Anmerkung: ehemals Reichgasse | P84(Architekt):Alfred Keller P131(Ort):Wien Region-ISO:AT-9                      |
|       | Datei hochladen | 1909      | Einfamilienhaus Dr. Tropper                                                                                           | Graz ?                                                                                              | | P84(Architekt): P131(Ort):                                                       |
|       | Datei hochladen | 1909      | Arbeiterkolonie Porak                                                                                                 | Weissenberg, Neuhofen an der Krems                                                                  | Anmerkung: Zum Schloss gehörend. Möglicherweise bei Hofmühle. | P84(Architekt): P131(Ort):                                                       |
| BW    | Datei hochladen | 1909      | Witwen- und Waisenheim der Österreichische-Alpine Montangesellschaft                                                  | Eisenerz, Vordernberger Straße 93, Stmk. Standort                                                   | | P84(Architekt): P131(Ort):                                                       |
|       | Datei hochladen | 1910      | Spritzenhaus | Pernegg an der Mur, Kirchdorf 22                                                                    | zerstört Anmerkung: Gründung der Feuerwehr Pernegg 1905. Ein historisches Foto (Rüsthaus Pernegg) zeigt ein Gebäude im Stil des Gemeindeamts (nicht Haus nr. 22). | P84(Architekt): P131(Ort):                                                       |
|       | Datei hochladen | 1910      | Zubau Sanatorium Dr. Hajos                                                                                            | Lussingrande / Veli Lošinj, Kroatien                                                                | zerstört Anmerkung: Kurhaus Sanatorium Dr Rudolf Hajós in Čikat in 1906 | P84(Architekt): P131(Ort):                                                       |
|       | Datei hochladen | 1910      | Internationale Jagdausstellung in der Rotunde im Prater                                                               | Wien 2                                                                                              | zerstört Anmerkung: Handels- und Gewerbekammer; Mitarbeiter | P84(Architekt): P131(Ort):                                                       |
| ja    | Datei hochladen | 1911      | Geschäftshaus Josseck & Oblack                                                                                        | Graz, Murgasse 9 Standort                                                                           | | P84(Architekt): P131(Ort):                                                       |
| BW    | Datei hochladen | 1911      | Wohnhauskomplex | Graz, Humboldtstraße 32 / Grillparzerstraße 2 / Körblergasse 11–13 Standort                         | | P84(Architekt): P131(Ort):                                                       |
| BW    | Datei hochladen | 1911      | Haus Benndorf | Graz, Unterer Plattenweg 34 Standort                                                                | | P84(Architekt): P131(Ort):                                                       |
|       | Datei hochladen | 1911      | Zubau Sanatorium Dr. Wiesler                                                                                          | Graz, Heinrichstraße 33                                                                             | Anmerkung: Betrifft lt. Achleitner nicht den Straßentrakt des Hauses Nr. 33, sondern einen Anbau im Hof. | P84(Architekt): P131(Ort):                                                       |
| BW    | Datei hochladen | 1912      | Hotel Alhambra | Cigale auf Lošinj, Kroatien Standort                                                                | | P84(Architekt): P131(Ort):                                                       |
|       | Datei hochladen | 1913      | Villa Geutebrück | Lussingrande / Veli Losinj, Kroatien                                                                | | P84(Architekt): P131(Ort):                                                       |
| ja    | Datei hochladen | 1913      | St. James Bridge und Kaiverbauung · Wikidata                                                                          | Laibach / Ljubljana, Slowenien Standort                                                             | → Hauptartikel : St.-Jakobs-Brücke f1 | P84(Architekt): P131(Ort):Stadtgemeinde Ljubljana Region-ISO:SI-061              |
|       | Datei hochladen | 1913      | Adria-Ausstellung Wien                                                                                                | Pavillon der Canadian Pacific Railway                                                               | zerstört Anmerkung: Mitarbeiter | P84(Architekt): P131(Ort):                                                       |
|       | Datei hochladen | 1913      | Gesamtentwurf und Leitung der österreichischen Abteilung der Gewerbeausstellung in Toronto                            | Kanada                                                                                              | zerstört | P84(Architekt): P131(Ort):                                                       |
|       | Datei hochladen | 1914      | Gesamtleitung und Durchführung in Lyon im Auftrag der österr. Abteilung der Wiener Handels- und Gewerbekammer in Lyon | Frankreich                                                                                          | zerstört | P84(Architekt): P131(Ort):                                                       |
| ja    | Datei hochladen | 1914–1916 | Ehemal. k.k. Exportakademie; ab 1919 Hochschule für Welthandel HERIS-ID: 48939 Objekt-ID: 52513                       | Wien 19, Franz-Klein-Gasse 1 Standort                                                               | Anmerkung: 1914 Walter Brossmann Bauaufsicht. 1975–1992 Wirtschaftsuniversität, heute Sitz mehrerer Universitätsinstitute und des Österreichischen Archäologischen Institutes                                                                                           | P84(Architekt): P131(Ort):Döbling Region-ISO:AT-9                                |
|       | Datei hochladen | 1915      | Jagdhaus E. Weinberger                                                                                                | Muggendorf, Marienthal, NÖ                                                                          | | P84(Architekt): P131(Ort):                                                       |
|       | Datei hochladen | 1916      | Arbeiterkolonie Heřmanice (Ostrava)                                                                                   | im Mährisch-Ostrauer Kohlengebiet.                                                                  | Anmerkung: Für die Österreichische-Alpine-Montangesellschaft. Das Bergbaumuseum trägt die Aufschrift 1898 | P84(Architekt): P131(Ort):                                                       |
| ja    | Datei hochladen | 1917      | Wohnhaus der Österreichischen-Alpinen-Montangesellschaft HERIS-ID: 72546 Objekt-ID: 85783                             | Eisenerz, Vordernberger Straße 89–91 Standort                                                       | | P84(Architekt): P131(Ort):Eisenerz Region-ISO:AT-6                               |
|       | Datei hochladen | 1917      | Strandanlage in Sansego Insel / Susak                                                                                 | Susak                                                                                               | | P84(Architekt): P131(Ort):                                                       |
|       | Datei hochladen | um 1917   | Arbeiterwohnhäuser für die Österreichische-Alpine-Montangesellschaft                                                  | Donawitz und Leoben                                                                                 | | P84(Architekt): P131(Ort):                                                       |
| BW    | Datei hochladen | 1921      | Beamten-Wohnhaus für 4 Familien der Österreichischen-Alpinen-Montangesellschaft                                       | Eisenerz, Hieflauer Straße 26 Standort                                                              | | P84(Architekt): P131(Ort):                                                       |
| ja    | Datei hochladen | 1921–1922 | Kerpely-Kolonie | Leoben, Kerpelystraße / Turnerweg Standort                                                          | → Hauptartikel : Kerpelykolonie f1 | P84(Architekt):Alfred Keller P131(Ort):Leoben Region-ISO:AT-6                    |
|       | Datei hochladen | 1921–1922 | Kofferfabrik Zeller                                                                                                   | Atzgersdorf, Wien 23 Standort                                                                       | zerstört Anmerkung: mit Brossmann. | P84(Architekt): P131(Ort):                                                       |
|       | Datei hochladen | 1921–1925 | Palais Circulo Ecuestre                                                                                               | Barcelona, Spanien                                                                                  | Entwurf Anmerkung: 1920 Vorwettbewerb Prämierung; engerer Wettbewerb 2. Preis | P84(Architekt): P131(Ort):                                                       |
| ja    | Datei hochladen | 1923–1925 | Direktorsvilla Alpine                                                                                                 | Leoben, Schillerstraße 2 Standort                                                                   | | P84(Architekt): P131(Ort):                                                       |
| ja    | Datei hochladen | 1924–1925 | Krafthaus Gratwein der Leykam-Josefsthaler Papierfabrik. Wehranlage, neuer Werkskanal, E-Werk                         | Gratwein Standort                                                                                   | Anmerkung: Heute Sappi Gratkorn. Zwei Einträge zusammengeführt | P84(Architekt): P131(Ort):                                                       |
| ja    | Datei hochladen | 1925      | Volksschule HERIS-ID: 75467 Objekt-ID: 88958                                                                          | Niklasdorf, Stmk. Standort                                                                          | Anmerkung: mit Brossmann | P84(Architekt): P131(Ort):Niklasdorf Region-ISO:AT-6                             |
|       | Datei hochladen | 1925–1926 | Elektrizitätswerk | Krems an der Donau, NÖ                                                                              | Anmerkung: mit Brossmann. | P84(Architekt): P131(Ort):                                                       |
| ja    | Datei hochladen | 1925–1926 | Jean-Jaurès-Hof HERIS-ID: 48028 Objekt-ID: 51409 Wiener Wohnen: 119                                                   | Wien 10, Neilreichgasse 105 / Raxstraße 12 / Migerkastraße / Rudolfshügelgasse Standort             | Anmerkung: mit Walter Brossmann | P84(Architekt): P131(Ort):Wien Region-ISO:AT-9                                   |
| ja BW | Datei hochladen | 1926–1927 | David-Hof HERIS-ID: 48629 Objekt-ID: 52165 Wiener Wohnen: 195                                                         | Wien 16, Effingergasse 31 / Römergasse 47–51 / Spindeleggergasse 8 / Seitenberggasse 24–28 Standort | Anmerkung: mit Walter Brossmann | P84(Architekt): P131(Ort):Wien Region-ISO:AT-9                                   |
|       | Datei hochladen | 1929      | Ausgestaltung der österr. Abteilung der Weltausstellung in Barcelona                                                  | E                                                                                                   | zerstört | P84(Architekt): P131(Ort):                                                       |
| ja    | Datei hochladen | 1929–1930 | Rodauner Zementfabrik                                                                                                 | Kaltenleutgeben, NÖ Standort                                                                        | zerstört Anmerkung: mit Walter Brossmann. 1991 geschlossen, in wesentlichen Teilen bereits nach 1950 durch neue Industriebauten ersetzt. Ab 1991 abgetragen, 2015 im Rodauner Teil Wohnanlage, im Kaltenleutgebener Teil 2022 nur mehr ruinöser Restbau neueren Datums. | P84(Architekt): P131(Ort):                                                       |
| ja BW | Datei hochladen | 1931      | Wiederaufbau und Aufsetzen eines Obergeschosses HERIS-ID: 47412 Objekt-ID: 50473                                      | Justizpalast, Wien 1, Schmerlingplatz 10–11 / Museumsstraße 12 Standort                             | → Hauptartikel : Justizpalast (Wien) f1 | P84(Architekt):Alexander Wielemans von Monteforte P131(Ort):Wien Region-ISO:AT-9 |
|       | Datei hochladen | 1931      | Städtische Badeanstalt                                                                                                | Krems, NÖ Standort                                                                                  | zerstört Anmerkung: mit Brossmann | P84(Architekt): P131(Ort):                                                       |
| BW    | Datei hochladen | 1932      | Umspannwerk Graz-Süd der Steirischen Wasserkraft & Elektrizitätsgesellschaft STEWEAG                                  | Angergasse 17, Graz Standort                                                                        | Anmerkung: mit Brossmann | P84(Architekt): P131(Ort):                                                       |
| ja    | Datei hochladen | 1934–1935 | Erweiterung Hotel „Maria-Theresien-Schlößl“ HERIS-ID: 66108 Objekt-ID: 78981                                          | Salzburg, Morzgerstraße 87 Standort                                                                 | → Hauptartikel : Maria-Theresien-Schlössl (Salzburg) f1 | P84(Architekt): P131(Ort):Salzburg Region-ISO:AT-5                               |
|       | Datei hochladen | 1934–1936 | Ehemal. Katholisches Lehrerseminar                                                                                    | Mattersburg, Hochstraße 1 Bgld. Standort                                                            | Entwurf Anmerkung: Wettbewerb, 1. Preis. Seit 1948 Bundesrealgymnasium und Bundesgymnasium. Gemäß Homepage der Schule nicht verwirklicht. | P84(Architekt): P131(Ort):                                                       |
| ja    | Datei hochladen | 1935      | Dollfuß-Gedächtniskirche HERIS-ID: 8511 Objekt-ID: 4465                                                               | Buchbergstraße 1b, Rekawinkel Standort                                                              | → Hauptartikel : Filialkirche Rekawinkel f1 | P84(Architekt): P131(Ort):Pressbaum Region-ISO:AT-3                              |
|       | Datei hochladen | 1940–1941 | Elektrizitätswerke Schmidthütte                                                                                       | Krems, NÖ                                                                                           | | P84(Architekt): P131(Ort):                                                       |

Zudem:
- Ausstattung der Wohnräume von Erzherzog Franz Ferdinand (1912)
- Ausstattung der Admirals- und Kommandantenräume auf dem k.k. Kriegsschiff SMS Viribus Unitis (1912)
- Ausstattung der Kommandantenräume auf der SMS Prinz Eugen und SMS Tegetthoff (1912)
- Diele im Haus Woschnagg-Melzer, Wien 1 (1935)

Weiters schuf Keller Arbeiterkolonien und Beamtenhäuser in Rychvald, Fohnsdorf, Köflach und Frantschach für die Österreichisch-Alpine Montangesellschaft und das Umspannwerk Eisenerz, wobei hier keine genauen Entstehungsjahre bekannt sind.